# Turanogryllus cephalomaculatus
Turanogryllus cephalomaculatus är en insektsart som beskrevs av Pajni och Madhu 1988. Turanogryllus cephalomaculatus ingår i släktet Turanogryllus och familjen syrsor. Inga underarter finns listade i Catalogue of Life.